# Pierre Courcoulée (Landéan)
Pour les articles homonymes, voir Pierre courcoulée.
La Pierre Courcoulée ou Pierre des Huguenots est une allée couverte située à Landéan dans le département d'Ille-et-Vilaine.

## Protection
L'édifice et l'alignement voisin du cordon des Druides sont classés au titre des monuments historiques en 1946,.

## Description
La Pierre Courcoulée est une allée couverte en partie ruinée. Elle s'étire sur 6 m de long et 1,30 m de large. Selon P. Bézier, à l'origine l'allée devait être recouverte d'une seule table de couverture qui mesurait 4,08 m de long sur 2,06 m de large et qui correspondrait aux deux dalles visibles désormais. Selon L. Collin, il s'agirait de deux dalles distinctes. L'allée est délimitée par douze orthostates, d'une hauteur minimum de 1,20 m, dont un renversé. Les blocs utilisés sont en granite.